# Gia đình kỳ quặc
Gia đình kỳ quặc (tiếng Hàn: 가족끼리 왜 이래; Romaja: Gajokggiri Wae Irae; Tiếng Anh: What Happens to My Family?), hay còn có tên tiếng Việt khác là: Nhà mình có biến, là một bộ phim truyền hình Hàn Quốc 2014 với diễn viên Yoo Dong-geun, Kim Hyun-joo, Kim Sang-kyung, Yoon Park và Park Hyung Sik. Phim được phát sóng trên KBS2 vào thứ bảy và chủ nhật lúc 19:55 từ 16 tháng 8 năm 2014 đến 15 tháng 2 năm 2015. 

## Tóm tắt
Cha Soon-bong ( Yoo Dong-geun ) là một người đàn ông goá vợ, làm nghề bán đậu phụ chăm nom ba đứa con của mình. Con gái lớn của ông Cha Kang-shim ( Kim Hyun-joo ), sau một mối quan hệ tình yêu đổ vỡ, quá lứa lỡ thì nhưng hứa không bao giờ kết hôn; con trai cả của ông là Kang-jae ( Yoon Park ), một bác sĩ ung thư xuất sắc , nhưng luôn mặc cảm vì xuất thân gia cảnh nghèo khó; và con trai út của ông, Dal-bong ( Park Hyung-sik ) vô công rồi nghề, hay đem đến cho gia đình nhiều phiền toái. Các con của ông càng lớn ngày càng vô tâm, chỉ lo cho cuộc sống riêng mình, không quan tâm gì đến ông. Quá tức giận, ông  đâm đơn kiện các con tội bất hiếu và đòi bồi hoàn tiền dưỡng nuôi dưỡng. 

## Diễn viên

### Vai chính
- Yoo Dong-geun vai Cha Soon-bong

Tộc trưởng của gia đình họ Cha; chủ cửa hàng đậu phụ.
- Kim Hyun-joo vai Cha Gang-shim

Con gái lớn; thư ký của CEO Moon Tae-oh và sau đó là của giám đốc Moon Tae-joo.
- Yoon Park vai Cha Gang-jae

Con trai thứ; bác sĩ điều trị ung thư.
- Park Hyung Sik vai Cha Dal-bong

Con trai út; đang chật vật để kiếm việc làm.

### Vai phụ
- Yang Hee-kyung vai Cha Soon-geum

Em gái của Soon-bong; mẹ của Young-seol và là bác của Kang-shim, Kang-jae và Dal-bong.
- Kim Jung-nan vai Noh Young-seol

Con của Soon-geum và là chị họ của Kang-shim, Kang-jae và Dal-bong.
- Kim Jung-min vai Seo Joong-baek

Chồng của Young-seol; chủ tiệm gà rán.
- Kim Sang-kyung vai Moon Tae-joo

Giám đốc GK Group; con trai của CEO Moon.
- Kim Yong-gun vai Moon Tae-oh

CEO của GK Group; cha của Tae-joo và là sếp của Kang-shim.
- Son Dam Bi vai Kwon Hyo-jin

Vợ của Kang-jae; con gái của Kwon Ki-chan và Heo Yang-geum.
- Kim Il-woo vai Kwon Ki-chan

Cha của Hyo-jin và là chồng của Heo Yang-geum; giám đốc bệnh viện nơi Kang-jae đang làm việc.
- Kyeon Mi-ri vai Heo Yang-geum

Vợ của giám đốc Kwon và là mẹ của Hyo-jin.
- Nam Ji-hyun vai Kang Seo-wool

Một cô gái quê đặc giọng Chungcheong; cô chuyển đến Seoul với hy vọng được kết hôn với Dal-bong.
- Seo Kang-joon vai Yoon Eun-ho

Con trai của Baek Seol-hee; một thần tượng chuyển sang chủ nhà hàng.
- Na Young-hee vai Baek Seol-hee

Mẹ của Eun-ho; một nhân vật truyền hình nổi tiếng.
- Song Jae-hee vai Byun Woo-tak

Bạn trai cũ của Kang-shim
- Kim Seo-ra vai Cô Ko (Ko Bok-ja / Ko Eun-hwan)

Người phụ nữ bí ẩn trở thành bạn thân của Soon-bong.

## Tỷ suất người xem
- Trong bảng này,  Các số màu xanh  thể hiện xếp hạng thấp nhất và  Các số màu đỏ  thể hiện xếp hạng cao nhất.
- Bộ phim được phát sóng với phụ đề tiếng Anh trên KBS World hai tuần sau khi phát sóng đầu tiên tại Hàn Quốc.

| Tập        | Ngày phát sóng đầu tiên | Tỷ lệ khán giả trung bình | Tỷ lệ khán giả trung bình | Tỷ lệ khán giả trung bình | Tỷ lệ khán giả trung bình |
| Tập        | Ngày phát sóng đầu tiên | AGB Nielsen               | AGB Nielsen               | TNmS ratings              | TNmS ratings              |
| Tập        | Ngày phát sóng đầu tiên | Toàn quốc                 | Seoul                     | Toàn quốc                 | Seoul                     |
| ---------- | ----------------------- | ------------------------- | ------------------------- | ------------------------- | ------------------------- |
| 1          | 16 tháng 8, 2014        | 20.0%                     | 20.5%                     | 19.2%                     | 18.0%                     |
| 2          | 17 tháng 8, 2014        | 23.3%                     | 24.0%                     | 23.7%                     | 24.4%                     |
| 3          | 23 tháng 8, 2014        | 20.3%                     | 20.2%                     | 21.8%                     | 22.0%                     |
| 4          | 24 tháng 8, 2014        | 25.6%                     | 25.3%                     | 23.9%                     | 24.3%                     |
| 5          | 30 tháng 8, 2014        | 22.3%                     | 22.4%                     | 21.8%                     | 21.2%                     |
| 6          | 31 tháng 8, 2014        | 25.9%                     | 25.8%                     | 24.6%                     | 25.7%                     |
| 7          | 6 tháng 9, 2014         | 22.4%                     | 22.2%                     | 21.6%                     | 23.1%                     |
| 8          | 7 tháng 9, 2014         | 21.4%                     | 21.2%                     | 20.1%                     | 20.7%                     |
| 9          | 13 tháng 9, 2014        | 24.5%                     | 24.7%                     | 23.3%                     | 23.8%                     |
| 10         | 14 tháng 9, 2014        | 27.5%                     | 29.0%                     | 25.4%                     | 25.7%                     |
| 11         | 20 tháng 9, 2014        | 23.5%                     | 24.4%                     | 21.4%                     | 21.5%                     |
| 12         | 21 tháng 9, 2014        | 28.0%                     | 28.8%                     | 26.3%                     | 27.9%                     |
| 13         | 28 tháng 9, 2014        | 22.6%                     | 22.8%                     | 20.5%                     | 22.9%                     |
| 14         | 4 tháng 10, 2014        | 20.7%                     | 20.7%                     | 18.8%                     | 20.6%                     |
| 15         | 5 tháng 10, 2014        | 28.8%                     | 28.7%                     | 25.8%                     | 28.0%                     |
| 16         | 11 tháng 10, 2014       | 24.4%                     | 23.8%                     | 24.0%                     | 24.4%                     |
| 17         | 12 tháng 10, 2014       | 29.5%                     | 29.6%                     | 26.4%                     | 27.6%                     |
| 18         | 18 tháng 10, 2014       | 25.8%                     | 25.7%                     | 25.5%                     | 26.6%                     |
| 19         | 19 tháng 10, 2014       | 31.8%                     | 32.0%                     | 29.3%                     | 31.6%                     |
| 20         | 25 tháng 10, 2014       | 28.6%                     | 28.6%                     | 26.6%                     | 27.6%                     |
| 21         | 26 tháng 10, 2014       | 34.5%                     | 34.7%                     | 30.7%                     | 33.2%                     |
| 22         | 1 tháng 11, 2014        | 27.9%                     | 27.0%                     | 28.4%                     | 29.0%                     |
| 23         | 2 tháng 11, 2014        | 33.5%                     | 34.2%                     | 32.2%                     | 34.3%                     |
| 24         | 8 tháng 11, 2014        | 30.7%                     | 30.9%                     | 28.7%                     | 29.1%                     |
| 25         | 9 tháng 11, 2014        | 34.0%                     | 33.6%                     | 32.5%                     | 34.5%                     |
| 26         | 15 tháng 11, 2014       | 29.3%                     | 29.4%                     | 29.4%                     | 29.0%                     |
| 27         | 16 tháng 11, 2014       | 34.5%                     | 34.9%                     | 33.4%                     | 36.0%                     |
| 28         | 22 tháng 11, 2014       | 29.0%                     | 28.7%                     | 29.4%                     | 29.3%                     |
| 29         | 23 tháng 11, 2014       | 35.4%                     | 35.8%                     | 34.0%                     | 37.4%                     |
| 30         | 29 tháng 11, 2014       | 30.2%                     | 29.8%                     | 31.3%                     | 32.0%                     |
| 31         | 30 tháng 11, 2014       | 37.0%                     | 35.8%                     | 35.4%                     | 37.9%                     |
| 32         | 6 tháng 12, 2014        | 30.2%                     | 29.6%                     | 30.4%                     | 31.7%                     |
| 33         | 7 tháng 12, 2014        | 36.6%                     | 36.6%                     | 35.0%                     | 37.1%                     |
| 34         | 13 tháng 12, 2014       | 32.4%                     | 32.4%                     | 30.8%                     | 31.0%                     |
| 35         | 14 tháng 12, 2014       | 37.9%                     | 38.0%                     | 36.2%                     | 38.3%                     |
| 36         | 20 tháng 12, 2014       | 31.3%                     | 30.2%                     | 31.9%                     | 33.2%                     |
| 37         | 21 tháng 12, 2014       | 38.7%                     | 38.0%                     | 37.7%                     | 40.3%                     |
| 38         | 27 tháng 12, 2014       | 36.2%                     | 36.4%                     | 35.6%                     | 37.0%                     |
| 39         | 28 tháng 12, 2014       | 41.2%                     | 42.2%                     | 39.3%                     | 41.9%                     |
| 40         | 3 tháng 1, 2015         | 39.1%                     | 39.3%                     | 37.0%                     | 38.8%                     |
| 41         | 4 tháng 1, 2015         | 40.7%                     | 40.9%                     | 41.7%                     | 44.4%                     |
| 42         | 10 tháng 1, 2015        | 36.4%                     | 35.6%                     | 36.8%                     | 38.4%                     |
| 43         | 11 tháng 1, 2015        | 41.2%                     | 41.9%                     | 41.2%                     | 44.3%                     |
| 44         | 17 tháng 1, 2015        | 36.8%                     | 37.3%                     | 36.7%                     | 37.8%                     |
| 45         | 18 tháng 1, 2015        | 41.2%                     | 41.9%                     | 40.5%                     | 42.9%                     |
| 46         | 24 tháng 1, 2015        | 36.1%                     | 36.4%                     | 36.3%                     | 37.8%                     |
| 47         | 25 tháng 1, 2015        | 42.2%                     | 43.0%                     | 41.1%                     | 43.7%                     |
| 48         | 31 tháng 1, 2015        | 30.0%                     | 29.9%                     | 29.5%                     | 30.3%                     |
| 49         | 1 tháng 2, 2015         | 40.1%                     | 40.1%                     | 39.3%                     | 41.7%                     |
| 50         | 7 tháng 2, 2015         | 35.1%                     | 34.4%                     | 37.4%                     | 38.8%                     |
| 51         | 8 tháng 2, 2015         | 43.3%                     | 44.1%                     | 41.2%                     | 44.1%                     |
| 52         | 14 tháng 2, 2015        | 37.6%                     | 36.8%                     | 37.7%                     | 39.6%                     |
| 53         | 15 tháng 2, 2015        | 43.1%                     | 42.4%                     | 40.8%                     | 43.5%                     |
| Trung bình | Trung bình              | 30.8%                     | 32.2%                     | 31.7%                     | 31.8%                     |

Nguồn: TNS Media Korea & AGB Nielson

## Giải thưởng và đề cử
| Năm  | Giải thưởng                                 | Thể loại                                        | Người nhận                     | Kết quả   |
| ---- | ------------------------------------------- | ----------------------------------------------- | ------------------------------ | --------- |
| 2014 | 3rd APAN Star Awards                        | Giải xuất sắc, diễn viên trong phim truyền hình | Yoo Dong-geun                  | Đề cử     |
| 2014 | 3rd APAN Star Awards                        | Giải xuất sắc, diễn viên trong phim truyền hình | Kim Sang-kyung                 | Đề cử     |
| 2014 | 3rd APAN Star Awards                        | Giải xuất sắc, diễn viên trong phim truyền hình | Kim Hyun-joo                   | Đề cử     |
| 2014 | 3rd APAN Star Awards                        | Giải diễn viên mới                              | Park Hyung Sik                 | Đề cử     |
| 2014 | 22nd Korea Culture and Entertainment Awards | Phim truyền hình xuất sắc                       | What's With This Family        | Đoạt giải |
| 2014 | KBS Drama Awards                            | Giải Daesang                                    | Yoo Dong-geun                  | Đoạt giải |
| 2014 | KBS Drama Awards                            | Giải xuất sắc, diễn viên                        | Yoo Dong-geun                  | Đề cử     |
| 2014 | KBS Drama Awards                            | Giải xuất sắc, diễn viên                        | Kim Sang-kyung                 | Đề cử     |
| 2014 | KBS Drama Awards                            | Giải xuất sắc, nữ diễn viên                     | Kim Hyun-joo                   | Đoạt giải |
| 2014 | KBS Drama Awards                            | Giải xuất sắc, diễn viên trong phim truyền hình | Yoo Dong-geun                  | Đề cử     |
| 2014 | KBS Drama Awards                            | Giải xuất sắc, diễn viên trong phim truyền hình | Kim Sang-kyung                 | Đoạt giải |
| 2014 | KBS Drama Awards                            | Giải xuất sắc, diễn viên trong phim truyền hình | Kim Hyun-joo                   | Đề cử     |
| 2014 | KBS Drama Awards                            | Giải xuất sắc, diễn viên trong phim truyền hình | Yang Hee-kyung                 | Đề cử     |
| 2014 | KBS Drama Awards                            | Diễn viên nữ phụ xuất sắc                       | Son Dam Bi                     | Đề cử     |
| 2014 | KBS Drama Awards                            | Giải diễn mới xuất sắc                          | Park Hyung Sik                 | Đoạt giải |
| 2014 | KBS Drama Awards                            | Giải diễn mới xuất sắc                          | Seo Kang Joon                  | Đề cử     |
| 2014 | KBS Drama Awards                            | Diễn viên nữ xuất sắc                           | Nam Ji-hyeon                   | Đoạt giải |
| 2014 | KBS Drama Awards                            | Biên kịch xuất sắc                              | Kang Eun-kyung                 | Đoạt giải |
| 2014 | KBS Drama Awards                            | Giải cặp đôi xuất sắc                           | Kim Sang-kyung và Kim Hyun-joo | Đoạt giải |
| 2014 | KBS Drama Awards                            | Giải cặp đôi xuất sắc                           | Park Hyung Sik và Nam Ji-hyeon | Đoạt giải |
| 2015 | 51st Baeksang Arts Awards                   | Diễn viên mới xuất sắc (TV)                     | Park Hyung-sik                 | Đề cử     |
| 2015 | 51st Baeksang Arts Awards                   | Nữ viễn viên mới xuất sắc (TV)                  | Nam Ji-hyun                    | Đề cử     |
| 2015 | Giải thưởng phim truyền hình Hàn Quốc lần 8 | Giải Daesang                                    | Yoo Dong-geun                  | Đề cử     |

## Phát sóng quốc tế
| Quốc gia  | Kênh                  | Ngày phát sóng |
| --------- | --------------------- | --- |
| Đài Loan  | GTV (八大戲劇台)      | 26 tháng 3, 2015 - 26 tháng 5, 2015 (Thứ 2 đến thứ 6 lúc 21:00 - 22:00, 14 tháng 4 đến 22 tháng 5 lúc 20:00 - 22:00, 25-26 tháng 5 lúc 20:00 - 21:00).                                                                             |
| Hồng Kông | Korean Drama (韓劇台) | 6 tháng 4, 2015 - 17 tháng 6, 2015 (Thứ 2 đến thứ 6 lúc 16:00 - 17:15 và 21:00 - 22:15). |
| Singapore | Mediacorp Channel U   | 3 tháng 11, 2015 - 23 tháng 12, 2015 (Thứ 2 đến thứ 6 lúc 19:00 - 21:00). |
| Malaysia  | 8TV                   | 24 tháng 12, 2015 - 5 tháng 4, 2016 (Thứ 2 đến thứ 6 lúc 17:00 - 18:00). |
| Thái Lan  | PPTV HD               | 16 tháng 2, 2016 - 21 tháng 6, 2016 (Thứ 3-4 hằng tuần lúc 08:30 - 09:55). |
| Thái Lan  | Channel 9 MCOT HD     | 10 tháng 2, 2018 - 26 tháng 5, 2018 (vào thứ 7 ngày 24 tháng 2 và chủ nhật 25 tháng 2 lúc 22:11 - 23:06 do phát sóng trực tiếp DARE TO DREAM LPGA THAILAND 2018 lúc 23:11 - 00:02) (thứ 7/ chủ nhật hằng tuần lúc 22:11 to 23:38). |

## Liên kết
- Trang chủ What's With This Family? của KBS (tiếng Hàn)
- What's With This Family? trên HanCinema
- What Happens to My Family? Lưu trữ ngày 15 tháng 10 năm 2014 tại Wayback Machine tại KBS World